# Xya pseudomuta
Xya pseudomuta is een rechtvleugelig insect uit de familie Tridactylidae. De wetenschappelijke naam van deze soort is voor het eerst geldig gepubliceerd in 1988 door Baehr.